# Thymus purpureoviolaceus
Thymus purpureoviolaceus — вид рослин родини глухокропивові (Lamiaceae), ендемік Росії (Красноярськ).

## Опис
Стебла чотирикутні. Листки довго черешкові, від яйцювато-еліптичних до широко яйцюватих, 4–5 мм, оголені. Суцвіття головчасте; чашечка пурпурно-фіолетова, оголена; квіти 5–6 мм завдовжки.

## Поширення
Ендемік Росії (Красноярськ).